# Hofheim am Taunus
Hofheim am Taunus település Németországban, Hessen tartományban, Frankfurt am Main vonzáskörzetében. Lakosainak száma 40 412 fő (2023. december 31.).

## Népesség
A település népességének változása:
| Lakosok száma | 39 692 | 39 766 | 39 766 | 39 704 | 40 371 | 40 412 |
|               | 2017   | 2018   | 2019   | 2021   | 2022   | 2023   |